# Domenico Acerenza
Domenico Acerenza (Potenza, 19 de enero de 1995) es un deportista italiano que compite en natación, en las modalidades de piscina y aguas abiertas, especialista en el estilo libre.
Ganó siete medallas en el Campeonato Mundial de Natación entre los años 2019 y 2024, y cinco medallas en el Campeonato Europeo de Natación, en los años 2021 y 2022.

## Palmarés internacional
| Campeonato Europeo | Campeonato Europeo | Campeonato Europeo | Campeonato Europeo |
| Año                | Lugar              | Medalla            | Prueba             |
| ------------------ | ------------------ | ------------------ | ------------------ |
| 2021               | Budapest (Hungría) | Medalla de bronce  | 1500 m libre       |

| Campeonato Mundial | Campeonato Mundial      | Campeonato Mundial | Campeonato Mundial |
| Año                | Lugar                   | Medalla            | Prueba             |
| ------------------ | ----------------------- | ------------------ | ------------------ |
| 2019               | Gwangju (Corea del Sur) | Medalla de plata   | Equipo mixto       |
| 2022               | Budapest (Hungría)      | Medalla de plata   | 10 km              |
| 2022               | Budapest (Hungría)      | Medalla de bronce  | Equipo mixto       |
| 2023               | Fukuoka (Japón)         | Medalla de oro     | Equipo mixto       |
| 2023               | Fukuoka (Japón)         | Medalla de bronce  | 5 km               |
| 2024               | Doha (Catar)            | Medalla de plata   | Equipo mixto       |
| 2024               | Doha (Catar)            | Medalla de bronce  | 5 km               |
| Campeonato Europeo |                         |                    |                    |
| Año                | Lugar                   | Medalla            | Prueba             |
| 2021               | Budapest (Hungría)      | Medalla de oro     | Equipo mixto       |
| 2022               | Roma (Italia)           | Medalla de oro     | 10 km              |
| 2022               | Roma (Italia)           | Medalla de oro     | Equipo mixto       |
| 2022               | Roma (Italia)           | Medalla de plata   | 5 km               |